# Гарсия II Хименес (король Наварры)
Гарси́я II Химе́нес (исп. García II Jiménez; погиб в 882 или умер после 885) — правитель Сангуэсы (860—882/после 885). Возможно, король Памплоны (Наварры) (870—882) и, следовательно, первый король из династии Хименес на наваррском престоле.

## Биография

### Правление
Гарсия II был сыном правителя Сангуэсы Химено Гарсеса. В 860 году после смерти своего отца он наследовал его владения. Точно неизвестно, в каких подчинённых отношениях правители Сангуэсы были с королями Памплоны, но предполагается, что они находились в вассальной зависимости от монархов Наварры, хотя многие историки считают, что влияние Гарсии Хименеса в королевстве было намного более значительным, и наделяют его титулом «со-король».
О событиях в Наварре в 870-х—начале 880-х годов известно очень мало. В документах и исторических хрониках, описывающих это время, имя правителей Памплоны или не называется, или называется без указания патронима. Поэтому часть историков предполагает, что так как в этот период имя короля Гарсии I Иньигеса не упоминается в документах, достоверность которых не подвергается сомнению, то он, вероятно, умер в 870 году и так как его сын и наследник Фортун Гарсес находился в плену у мавров, ему наследовал правитель Сангуэсы Гарсия II Хименес, который таким образом впервые объединил в своих руках обе части наваррского королевства. Другая часть историков считает, что король Гарсия I мог прожить до 882 года и что именно он был тем правителем Памплоны, который погиб в битве при Айбаре. Эта часть историков считает, что Гарсия никогда не правил Наваррой, владел только Сангуэсой и умер не ранее 885 года.
К возможному правлению Гарсии II Хименеса относится заключение в 871 году королём Наварры союза с сыновьями бывшего главы семьи Бану Каси Мусы II ибн Мусы, восставшими против эмира Кордовы Мухаммада I. В 880 году, после 20-летнего заключения в Кордове, в Наварру возвратился сын бывшего короля Фортун Гарсес, которому Гарсия II передал в управление часть королевства. В 882 году при Айбаре состоялась битва между войском союзников, короля Памплоны Гарсии и восставшего против эмира Умара ибн Хафсуна, и войском Мухаммада I. В этой битве правитель Наварры, которого считают Гарсией II Хименесом, погиб и новым королём Наварры стал снова представитель династии Ариста Фортун Гарсес, который передал старшему сыну погибшего короля, Иньиго Гарсесу, в управление Сангуэсу, владение его отца.

### Семья
Король Гарсия II Хименс был женат два раза. Первой его женой была упоминаемая в «Кодексе Роды» Онека Ребела из Сангуэсы, чьи родители неизвестны. Детьми от этого брака были:
- Иньиго II (умер после 933) — «со-король» Наварры (882—905)
- Санча[кат.] — в первом браке: жена Иньиго Фортунеса, сына короля Наварры Фортуна Иньигеса; во втором браке: жена графа Арагона Галиндо II Аснареса.

Второй женой Гарсии II была Дадильдис Пальярсская, сестра графа Пальярса и Рибагорсы Рамона I. Вероятно, она была дочерью графа Бигорра Лупа I Доната. Детьми от этого брака были:
- Санчо I (около 880—10/11 декабря 925) — король Наварры (905—925)
- Химено II (умер 29 мая 931) — король Наварры (925—931).